# Dendrelaphis vogeli
Dendrelaphis vogeli — вид неотруйних змій родини полозових (Colubridae). Описаний у 2020 році.

## Етимологія
Вид названо на честь німецького герпетолога Гернота Фогеля (Gernot Vogel) за його внесок у систематику роду Dendrelaphis.

## Поширення
Вид поширений на півдні Китаю в Сішуанбаньна-Дайській автономній префектурі на півдні провінції Юньнань. та на півночі Таїланду.

## Опис
Верхня частина тіла бронзового забарвлення з чорними смужками. Черево оливкового кольору.